# Kraljevo
Kraljevo (Краљево) er en by i det centrale Serbien med 66.688 (2018) indbyggere. Byens fabrik FVK (Fabrika Vagona Kraljevo) har været og er stadigvæk en vigtig leverandør af passager- og godsvogne til de europæiske jernbaneselskaber.